# Jaroslav Tomášek
Jaroslav Tomášek (10. dubna 1896 Koryčany – 26. listopadu 1970 Praha) byl český hudební skladatel.

## Život
Studoval na gymnáziu v Brně a učil se na klavír v hudební škole Besedy brněnské. Vstoupil na Právnickou fakultu Univerzity Karlovy v Praze, ale po půl roce musel narukovat na frontu. Po vzniku Československé republiky studoval na Karlově univerzitě hudební vědu u Zdeňka Nejedlého a filosofii a estetiku o Otakara Zicha. Kromě toho absolvoval také knihovnickou školu. Hudbou se zabýval zprvu soukromě. Ve skladbě byl žákem Vítězslava Nováka a v instrumentaci Jaroslava Křičky.
Získal doktorát filosofie (diplomová práce: Harmonický vývoj v komorních dílech Vítězslala Nováka) a nastoupil jako archivář v knihovně Národního muzea. Byl knihovníkem Vojenského vědeckého ústavu, korektorem Wiesnerovy tiskárny a konečně knihovníkem Státního zdravotního ústavu, kde pracoval od roku 1927 až do roku 1950. Po roce 1945 byl velmi činný organizačně. Byl jednatelem Klubu českých skladatelů a podílel se na vzniku Syndikátu českých skladatelů i na ustavení Svazu československých skladatelů. V letech 1950–1955 byl vedoucím ředitelem Ochranného svazu autorského. Neblahé bylo jeho působení v akčních výborech při Syndikátu skladatelů, Ochranném svazu autorském, festivalu Pražské jaro i v České filharmonii v roce 1948, které vedlo k vyloučení řady umělců a kulturních pracovníků z veřejného života.
Největší část jeho skladatelského díla vznikla v prvním desetiletí Československé republiky. Komponoval písně a komorní skladby, které se vyznačovaly vroucí lyrikou. V pozdějších letech byl pohlcen organizační a politickou činností a komponoval jen sporadicky. V 50. letech minulého století se nevyhnul ani komponování dobových masových písní a častušek. Psal kritické stati do odborných časopisů.

## Vybraná díla

### Písně a sbory
- Ženě op. 1 (cyklus písní na slova Stanislava Kostky Neumanna a Fráni Šrámka, 1919)
- Tři písně op. 3 (slova Stanislav Kostka Neumann, 1921)
- Prosté srdce op. 4 (slova Fráňa Šrámek, 1922)
- Tři modlitby op. 6 (slova Rabíndranáth Thákur, 1924)
- Čtyři mužské sbory op. 8 (1928)

### Komorní skladby
- Smyčcový kvartet (1921)
- Rondo pro klavír (1924)
- Sonáta pro levou ruku (1926)
- 2. smyčcový kvartet C-dur „Ve starém slohu“ (1942)
- Rozjímání (kantáta pro alt a smyčcový kvartet, 1948)

### Orchestrální skladby
- Romance štědrovečerní (s orchestrem, text Jan Neruda, 1923
- Symfonické rondo (1959)